# Костадин Байчински
Костадин Иванов Байчински е български социолог и политик от Българската комунистическа партия.

## Биография
Роден е на 21 юли 1919 г. в софийското село Големо Малово. През 1942 г. завършва Юридическия факултет на Софийския университет. Между 1944 и 1948 г. е последователно секретар на Околийския и Окръжния комитет на БКП в София. Между 1951 и 1956 г. е редактор на в. „Работническо дело“, а от 1956 до 1966 г. и на сп. „Ново време“. От 1951 г. започва да преподава във Висшия медицински институт, като от 1958 г. е доцент. В периода 1964 – 1972 г. завежда катедрата по марксизъм-ленинизъм във Висшия институт по изобразителните изкуства. От 1964 г. е професор, а от 1967 г. е заместник-председател на Изпълнителния комитет на Българската социологическа асоциация. Между 1971 и 1986 г. е заместник-директор на Института по история на БКП. В периода 2 април 1976 – 4 април 1981 г. е кандидат-член на ЦК на БКП.

## Публикации
- Развитието на стратегията и тактиката на световното комунистическо движение и VII конгрес на Комунистическия интернационал. – ИП, 1965, № 4, 3 – 39;
- Великият октомври и нашата съвременност. 1967, 238 с;
- Парижката комуна и нашата съвременност.— ИИИБКП, 26, 1971, 371 – 388;
- Г. Димитров – виден деец на международното комунистическо движение, (съавт.). 1972, 360 с;
- Из опыта борьбы БКП против троцкизма и „левого“ экстремизма. – В; Борьба коммун, против идеол. троцкизма. М., 1973, 189 – 200;
- Септемврийското въстание през 1923 г. и работническо-селското единство, (състав., съавт.). 1974, 200 с;
- БКП – ръководител и организатор на изграждането на развито социалистическо общество в България, (състав., съавт.). 1974, 632;
- Традициите на Септемврийското въстание и развитието на работническо-селския съюз на съвременния етап. – В: Септемврийското въстание 1923 г. и работническо-селското единство. 1974, 49 – 74;
- Октябрьская революция и пролетарский интернационализм. 1977, 69 с;
- Движещи сили на социалния прогрес. 1977, 303 с;
- Историческата наука – могъщо идейно оръжие в борбата против фашизма и капитализма, (съавт.). 1977, 60 с;
- Научен комунизъм. 2. изд. (съавт.). 1977, 551 с;
- Георгий Димитров о руководящей роли рабочего класа и коммунистической партии. 1979, 80 с;
- От съезду к съезду. Истор. очерк. 1986, 81 с; 452а. Октомврийската революция и нашата съвременност. 1987, 103 с.